# Rudnik Wielki
Rudnik Wielki – wieś w Polsce, położona w województwie śląskim, w powiecie częstochowskim, w gminie Kamienica Polska.
Do 1954 istniała gmina Rudnik Wielki. W latach 1975–1998 miejscowość administracyjnie należała do województwa częstochowskiego.